# キュー宮殿
キュー宮殿（キューきゅうでん, 英: Kew Palace）は、イギリスのキューガーデンにある王宮。ロンドンとはテムズ川で結ばれる。建設当初に建てられた大規模な複合施設の要素はほとんど現存しない。1631年に建て直され、かつての建物の地下空間（en）の上に新しく設けた宮殿は「ダッチハウス」（オランダの建物）と呼ばれた。王族は1728年頃から1818年までここに暮らし、1844年のごく短い滞在を最後に使われなくなった。歴史的建造物としてグレードI指定を受けて 一般公開する。政府や国王からの資金提供を受けず、独立公益機関の歴史的王宮協会（Historic Royal Palaces）が管理する。18世紀の建築物には当ダッチハウス本館のほか召使いが使った建物の一部が残り、邸の管理人が使った宿舎、醸造所、厨房棟がある。これら非公開の建物のうち厨房棟は見学でき、シャーロット王妃のコテージともども、同じ団体が管理する。

## 歴史

### 城壁宮殿とカペルハウスの時代
ダッチハウスの基礎より下層には、土地の所有者がジョン・ダドリーだった16世紀の建設当時から地下室がある。1558年、息子でレスター伯爵ロバートに所有権が戻った（ロバートはエリザベス1世とは幼少期から友人で宮廷の取り巻きのひとり）。上屋は西向きのレンガ造りで、1563年にロバートがエリザベス女王をもてなしたキューの家として記録にある。当時、女王は近隣のリッチモンド宮殿（en）を主に使っていた。
サミュエル・フォートリーは1619年に借り受けた建物を1631年に地下室を残してすべて取り壊し、跡地に大きな南向きのマナーハウスを建てる。執筆業のサミュエル・フォートリー（en）は子息である。フォートリー父の出自はリール近郊（フランス）の商家なのだが、祖先をめぐる誤解などもあり、この建物は「ダッチハウス」と呼ばれ始める。その名の由来には諸説あるものの、おそらくはオランダの建築様式「職人のマニエリスム」としてオランダ風切妻（en）の外観が目立つ点にある – この様式が実際に流行したのは国外ではなくロンドンやイーストアングリア、イーストケントであった。フォートリーの子孫は1697年に建物を貸しに出し、有力な商人でロンドン市長を経験したリチャード・レヴェット卿（en）の手に渡ると息女メアリーが相続する。
フォートリーが建てた1631年の建物に面した別棟も、おそらくチューダー朝に建築された。ジョン・イヴリンという日記家がこの邸宅をしばしば訪問し、応接した家主のリチャード・ベネットの相続人は息女ドロシーで、アイルランド出身の貴族ヘンリー・カペル（en）に嫁ぐ。カペル夫妻に子どもはなくドロシーの姪孫エリザベス・モリノー（夫君サミュエルは皇太子時代のジョージ2世秘書）が引き受け、次代はモリノー家の主治医ナサニエル・セントアンドレが継承する。この邸宅で1725年、ジェームズ・ブラッドリーが光行差を観測した。その記念にウィリアム4世は1832年、ハンプトン・コート宮殿にあったトーマス・トンピオン製日時計をダッチハウスの南東の台座に移し、ブラッドリーの事績を記した。その日時計は1959年以降、ダッチハウスのすぐ南に移設し、観察地点には複製品を置いてある。

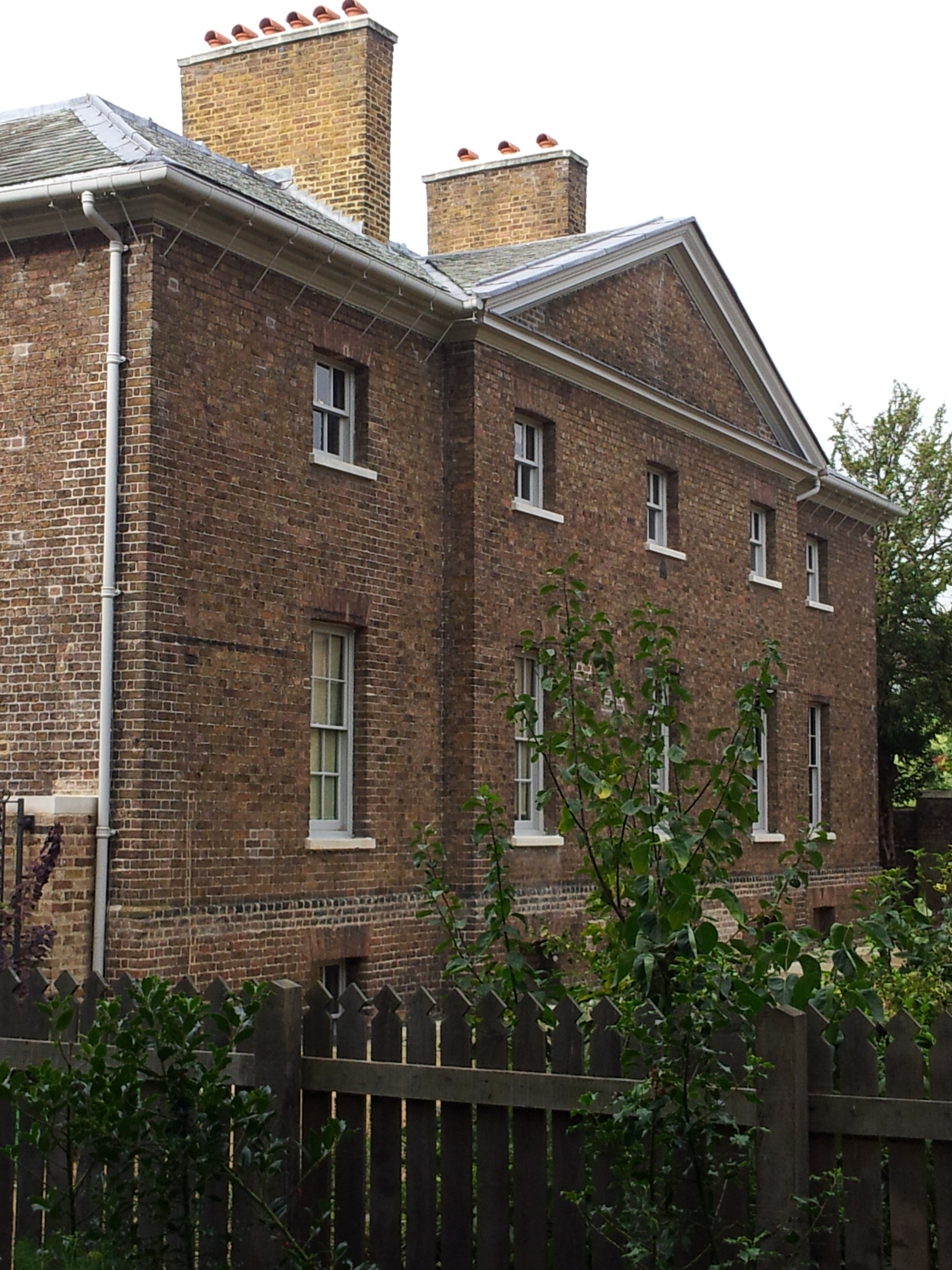
フレデリック皇太子が建てた新厨房棟

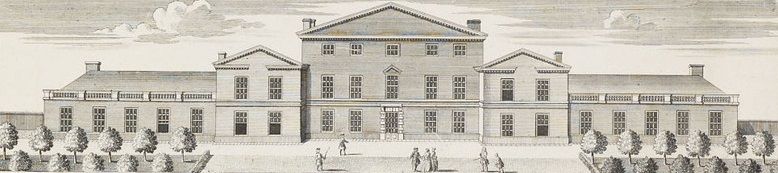
フレデリック皇太子が手を加えた後のホワイトハウス（旧カペルハウス）（南正面、1734年）

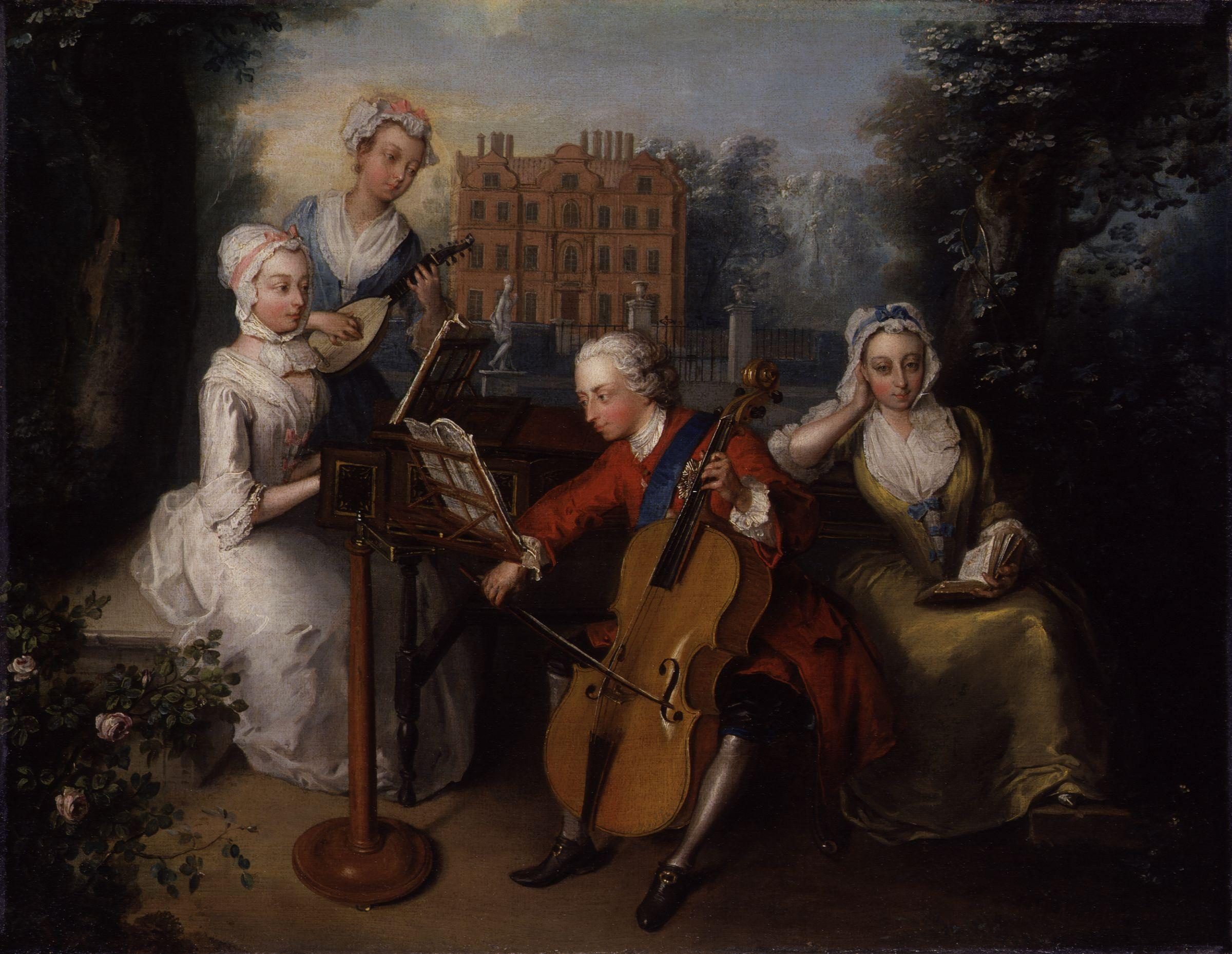
奏楽する皇太子と王女たち（ナショナル・ポートレート・ギャラリー収蔵）

1727年、キャロライン妃とジョージ2世はブリテン王位の継承権を得ると、それまで暮らした夏の離宮リッチモンド・ロッジから子ども6人を住み替えさせる。 女王は翌1728年に年かさの王女3人（アン、アメリア、キャロライン）の住まいとしてダッチハウスを借り受ける。別に近隣の1軒を用意し、長男ウィリアム王子を住まわせようとしたと推量されるものの、この建物はのちのち「クイーンズ・ハウス」（女王の居館）と呼ばれることになる。こうして女王は年下の王女メアリーとルイーズを手元に残し、リッチモンド・ロッジで一緒に暮らす。
ジョージ1世が1714年に王位につくと、ジョージ2世とキャロライン妃はイギリスに移住、7歳の長男フレデリック王子はハノーファーに残される。王位を継承して父のジョージ2世が戴冠すると、フレデリックは皇太子に指名され、ようやくイギリスに渡る許しを得て1728年12月に到着した。キャロライン王妃がダッチハウスを借りて1年も経っていない。21歳になった皇太子は長年、妹たちと離れていたため家族との親密な関係を望んだ。そこで王妃はすぐに近隣の古いが由緒のあるカペルハウスを借りて皇太子の住まいにあてると、1731年には内装や家具を持ち主のセントアンドレから購入している。皇太子はウィリアム・ケントに依頼し館の改修を進め、やがて外装は漆喰塗りの白い壁に変わり、「ホワイトハウス」と通称されるようになる。皇太子はまた、広い厨房棟を別棟として建てさせ、これは2012年から「ロイヤルキッチン」として一般に公開を始めた。付属の厩舎は建設年が不明、本館の北東に少し離して建てさせたもので、19世紀後半に解体された。

### オーガスタ皇太子妃とジョージ3世の時代

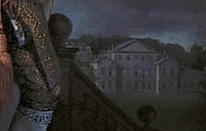
『フレデリック皇太子家の人々』（部分）
皇太子妃と子女のグループ肖像画は、背景がホワイトハウス。（ジョージ・ナップトン作、1751年）

フレデリック皇太子はホワイトハウスに付属する庭園にも手を加え、1751年に「雨と雹に濡れながら園丁たちの仕事ぶりを丸一日眺めた」末に風邪から肺塞栓症を併発、危篤に陥った。残されたオーガスタ皇太子妃は遺児たちとホワイトハウスに住み続け、亡夫の志を継ぐように庭を作り替えていく。皇太子の友人で第3代ビュート伯爵に叙されたジョン・スチュアートにより、イギリス庭園の最高の権威に数えられるウィリアム・チェンバーズ卿に紹介を受けた。
亡くなったフレデリック皇太子の妹のうち、アメリア王女はおそらく1730年代から1740年代にダッチハウスに住んだが、1751年にリッチモンドパークのレンジャーを拝命すると、地所内のホワイト・ロッジに住居を構える。ダッチハウスはというと、その後、王女の子息ジョージ王子（長男・将来のジョージ3世）とエドワード王子が学ぶ場所に使う計画が実現し、教育係としてビュートとチェンバーズを雇い入れた。ジョージ3世の立太子は1760年、その1年後にドイツのメクレンブルク＝ストレリッツ家からシャーロットを妃に迎える。1762年から1783年の間に15人の子どもを儲け、手狭なため夏の離宮のリッチモンドロッジに移ることになる。
造園家のチェンバーズは1761年から翌年にかけて、オーガスタ妃のためにキュー宮殿にオランジェリーとパゴダを建てる。妃は1760年代後半、もっぱらカールトン・ハウスを住まいにしてキューの庭を日常的に楽しむことはなかったものの、名目上はダッチハウスとホワイトハウスの女主人であった。オーガスタ妃が1772年に没すると、ジョージ2世は夏の別荘としてホワイトハウスで暮らし始め、リッチモンド・ロッジは取り壊してしまう。ホワイトハウスにはカナレットの作品の数々など自らの美術品コレクションを運び込ませた。近くに住んだゾファニー作「ウフィツィ宮殿のトリビューナ」（美術品の間）もそのひとつである。
ジョージ王が王子たちの学び舎に決めたダッチハウスは、年かさのジョージとフレデリックが使い始めると「プリンス・オブ・ウェールズの家」（皇太子の住まい）または「プリンス・オブ・ウェールズのかつての住まい」と呼ばれる。ただし王位を継承したジョージ4世は、幼いころからここで暮らしたことはない。王子や王女がごく小人数でキューグリーン Kew Green に滞在し、1771年から1772年頃の水彩画を見ると、数名の子どもとともにダッチハウスの敷地で過ごす女性が描いてある。地元出身のシャーロット・フィンチ夫人 Lady Charlotte Finch が女官長を務めたと考えられる。

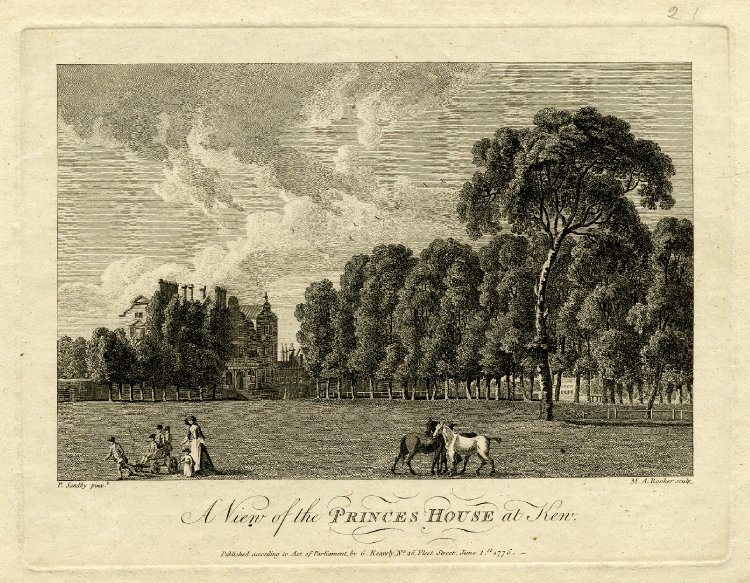
ポール・サンドビーの水彩画に基づく銅版画（原画は1771年から1772年頃の作品）。テムズ川畔からの眺めには遠景のダッチハウス、近景に遊ぶ王家の子女が描かれ、付き添う人物は女官長のシャーロット・フィンチ夫人。
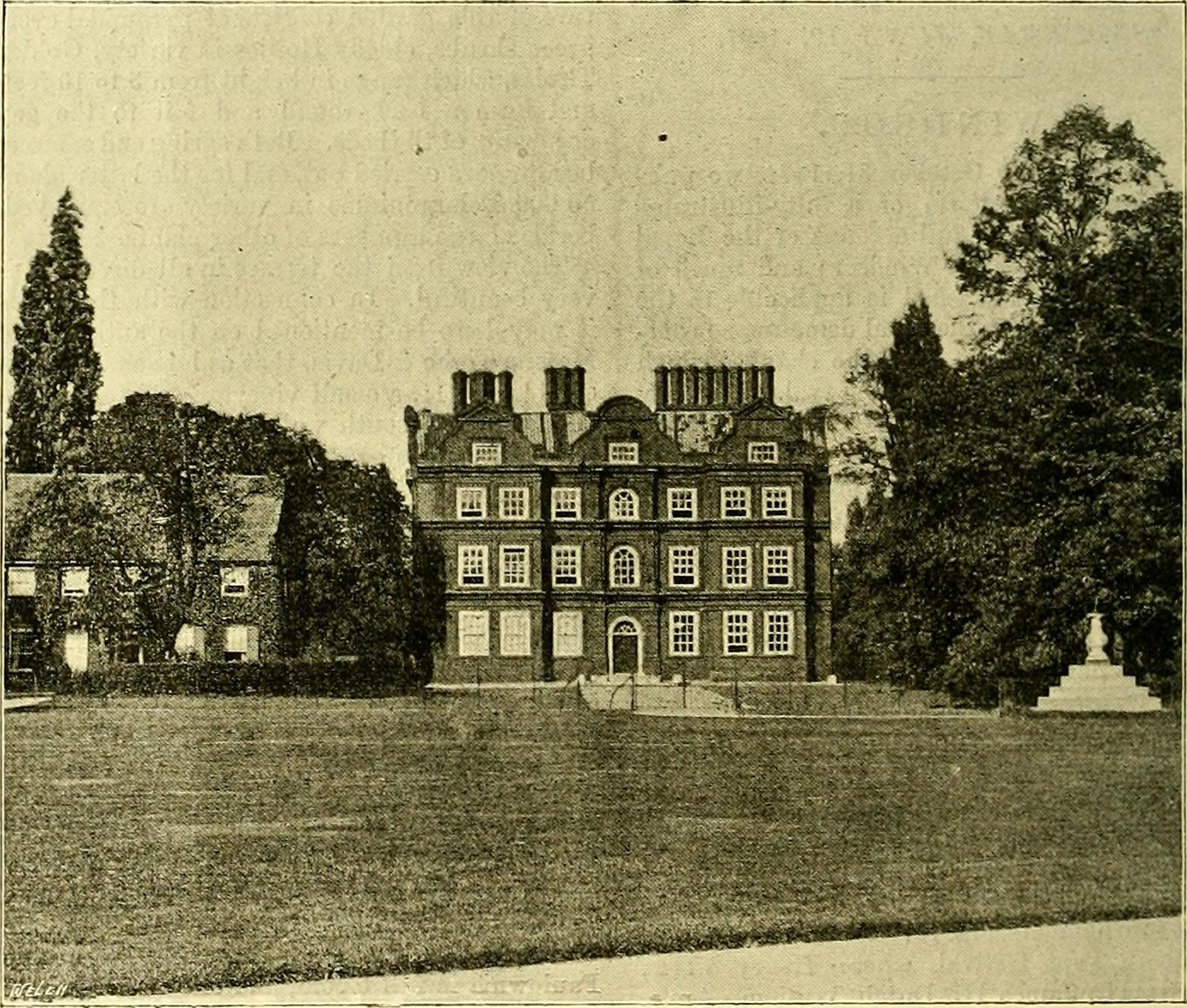
1897年の宮殿の写真。（左）1804年にジョージが収容された旧召使い棟の廃墟。 （右）トンピオン日時計の本来の設置場所。

古い地図（1771年）はダッチハウスとテムズ川の間の地所を、リチャード・レヴェット卿の孫でリンカーン法曹院法廷弁護士を務めたレヴェット・ブラックボーンの所有地と記している。これは1781年10月13日まで、代金2万ポンドで自由保有権を購入したジョージ3世のみが建物と敷地を借用したことを指す。その7年後、ジョージ王は「狂気」を初めて発症し、1788年11月から1789年3月にかけてホワイトハウスに留まる。シャーロット王妃と王女たちは、ダッチハウスの「男性執事の間」と上階で暮らした。その後、ホワイトハウスは手入れをせずに荒れるに任せたものの、王の次の発作が1801年に現れるとまた収容し、王妃と家族はダッチハウスに入居して王の快復を待った。ホワイトハウスは翌1802年に取り壊し、3回目の発作に襲われた1804年、王はダッチハウスの旧翼棟の平家建てに移され、おそらく本館1階にも暮らしたと考えられる。王妃と王女たちは本館1階と2階に部屋をとった。

### 廃用と衰退

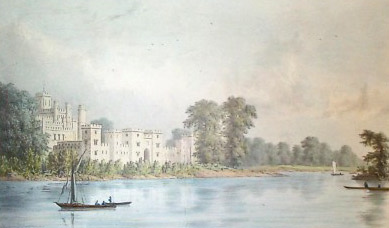
新しいキュー宮殿の素描（ウィリアム・ウェストール（en）作、1823年）

ホワイトハウスを取り壊しダッチハウスも使う回数が減った理由は別にもあり、1800年頃から計画と設計案があった城壁宮殿がそれである。ジョージ王の使命を受けた建築家はジェームズ・ワイアットで、ほぼ同時にウィンザー城の仕事を引き受けている。城壁宮殿はまたの名を「新宮殿」または「新キュー宮殿」としても伝わり、それと相照らしてダッチハウスは1800年から1828年にわたって「旧宮殿」もしくは「旧レッドハウス」と呼び習わした。
用地は古びたクイーンズハウスを解体して整え、ネオゴシック様式の建築は1802年頃に始まった。一部の歴史家は「後期ジョージアン・ノンサッチ」と呼び、ジョージ王はこの様式に遅まきながら乗り換え – 王は娘のシャーロット王女に宛てた1803年の手紙に次のように記した。
おそらく近隣のストロベリー・ヒル・ハウス、あるいはウィンザー城で手がけたかつての改修、はたまた訪問先のハートルベリー城（en・1788年）とウースター大聖堂（en・同）、ラルワース城（en・1789年）とシャーボーン城（en・同）に影響された可能性もある。設計主任はワイアットだったが、おそらく王も自ら関与し、キューで暮らした少年時代に、ウィリアム・チェンバーズの指導を受けた建築図面の腕を振るったと考えられる。王室の関与と干渉、王が1801年と1804年に病いに倒れたことから建設の遅延と支出超過を招いた可能性はある。新宮殿は広く批判の波にさらされ、1817年の著書『ロンドンからキューへの朝の散歩』でリチャード・フィリップス卿は、「その建物にこれほど似ていては、自由と自由人に不快感を与えてしかるべし」と批難して〈バスティーユ宮殿〉というニックネームを付けた。彼は続けた：

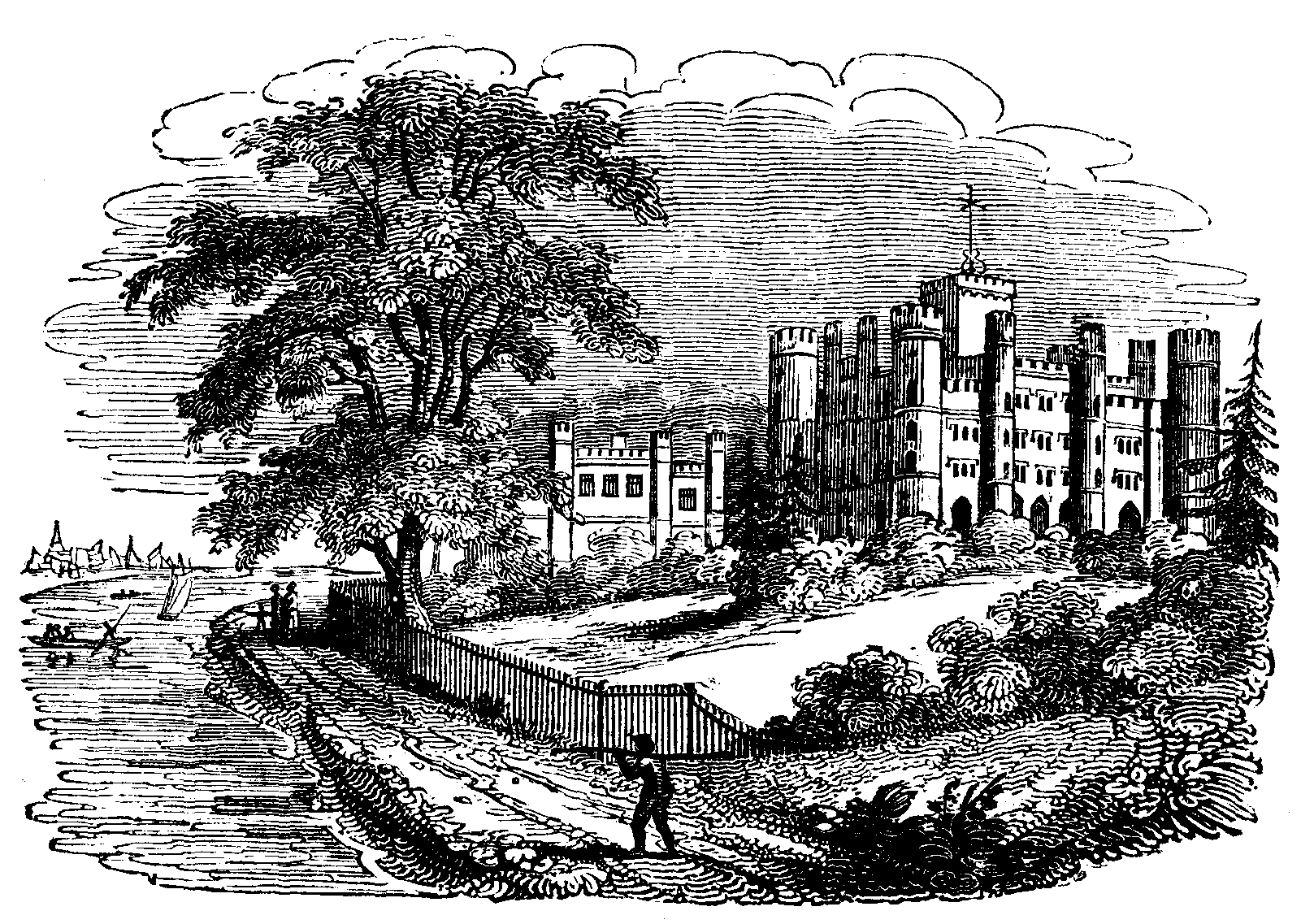
城壁宮殿（1827年の木版画）

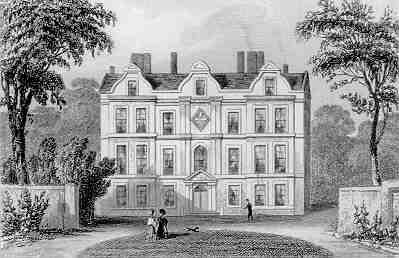
ダッチハウス正面にシャーロット女王の服喪（1835年）を示す葬儀のハッチメントが掲げてある。実物は現在、建物内に展示。

ジョージ王は1805年8月にダッチハウスに立ち寄ると、皇太子妃キャロラインと孫娘シャーロットに謁見する。家族はその年の10月にダッチハウスに戻り、ウィンザー城で王女たちの部屋の改修工事が終わるまで滞在した。ジョージ王は1806年、生涯最後のキュー訪問のおりに城壁宮殿の建築現場を視察、1809年には結核にかかった末娘アメリア王女がダッチハウスに移って快復に努めたいと希望したため、改装される。しかしながら王と女王には許されず、王女はウィンザー城に留まり望みがかなわないまま1810年に亡くなる。おそらくそれが王の最後の「狂気」の発作を引き起こしたとされる。
この4回目の「狂気」の発作はまた、城壁宮殿の建築が永久に止まったことを意味し、ほぼ屋根をふき終えた外構だけが残った。およそ10年にわたる闘病のあいだ、王はキューではなくウィンザーに幽閉された。1818年、ロンドンにいたシャーロット女王はウィンザー城に出向き、王にも会う。ウィリアム王子とエドワード王子の結婚式が相次いで行われる予定で、途中、ダッチハウスで数日を過ごすうち浮腫が悪化してウィンザーに向かえなくなる。結婚式はダッチハウスの応接室で挙げる結果となった。その年の後半、シャーロット女王は建物1階にあった寝室で死去した。命日は11月17日。

ジョージ王はその2年後の1820年にウィンザー城で亡くなり、長男の王位後継者ジョージ4世は城壁宮殿の取り壊しを決めた。工事費の勘定を精査した議会（1800年当時の建築費4万ポンドに対し1811年の費用総額は50万ポンドに膨らむ）の承認を受け、すでに宮殿に収めてあった備品と付属品を撤収して他の王宮に送るよう命じ – 取り外した階段は後にバッキンガム宮殿に転用された。解体が始まる1年前には次のような記事が載っている。
Whilst in the progress of the long decay,
Thrones sink to dust, and nations pass away.
As a record of this degeneracy, near the western corner of Kew Green stands the [Castellated Palace] ... [its] north front possesses an air of solemn, sullen grandeur; but it very ill accords with the taste and science generally displayed by its nominal architect [George III].
... [Its foundations are] in a bog close to the Thames, and the principal object in its view is the dirty town of Brentford, on the opposite side of the river; a selection, it would seem, of family taste, for [George III's grandfather] George II is known to have often said, when riding through Brentford, "I do like this place, it's so like Yarmany [ie Germany]."
The premature fate of [the new] Kew Palace renders it at this moment an object of public curiosity 

### 一般公開

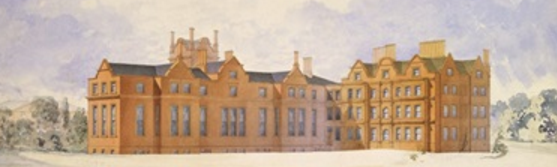
キュー宮殿の拡張案。ウィリアム4世の時代（ジェフリー・ワイアットビル（en）設計、1829年）

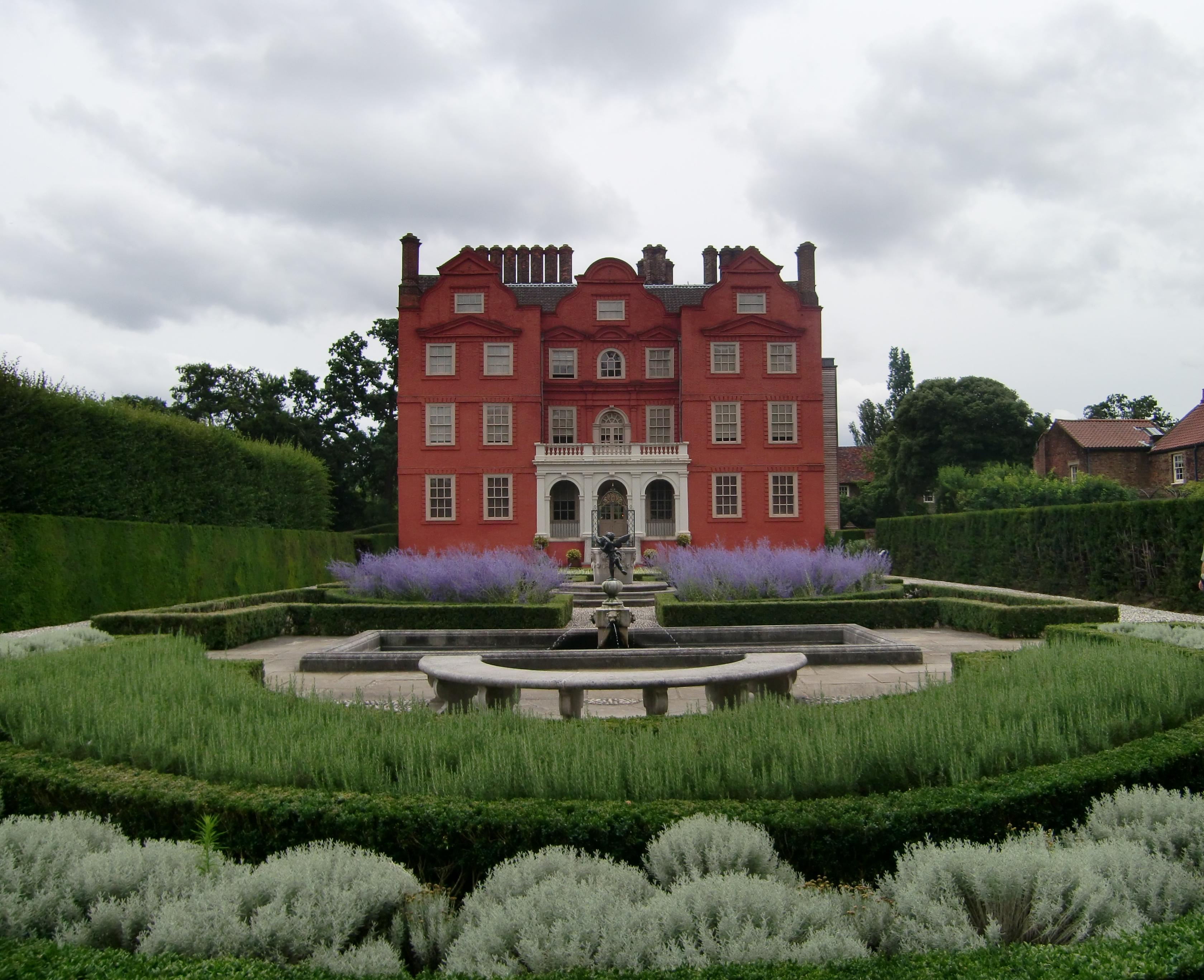
庭園側からの眺め。キュー宮殿の背面。

ジョージ4世はダッチハウスの解体も望んだが、実行に至らない。1818年にそこで結婚したことも影響したのか、弟のウィリアム4世は解体せずに西棟を増築して使ってはどうかと考えたが、これも実現しないまま義理の妹ケント公爵夫人ビクトリアとその娘（将来のビクトリア女王）の住まいとして勧めたところ、公爵夫人は「居城とするにはあまりにも古く、ろくに家具も揃っていないゆえ、王女と私にはまったくふさわしくない」と語った。女王となったビクトリアは1844年の夏、一時的に子供3人をダッチハウスにやり、翌年にはアルバート王子とともに夏の離宮としてワイト島のオズボーン・ハウスの改築に取りかかった。よってダッチハウスは1898年まで空き家となり、この年、自身の金婚式の記念にそのオズボーンハウスをシャーロット妃の女王のコテージとともにキューガーデンに移築。それ以前、おそらく1881年にはダッチハウス付属の厩舎と翼棟のほとんどは取り壊しを済ませてあった。かつてのオランダ庭園は1969年、17世紀の様式で建物の裏に復元している。
ダッチハウスの一般公開は、1996年に大規模修復プロジェクトが始まるまで続いた。この事業は建物を物理的に修復するだけにとどまらず、年代物のカーテン他のインテリアの布製品の復原も対象で、製作はスコットランドのイアン・デールという老舗の織物商が受注した。1880年代に取り壊された西翼棟のガードローブ（en）があった場所には、バリアフリー仕様のエレベーターを設置した。チャールズ3世（当時皇太子）はこの建物を会場に2006年4月21日、エリザベス2世女王の生誕80周年を祝う晩餐会を主催 — その数日後、来園者の入館が再開。同年、BBCテレビはドキュメンタリー番組『宮殿からはじまる物語』（en）をシリーズ化、この宮殿を紹介する。公開する施設には、歴史的王宮協会が修復を手がけたロイヤルキッチン「王家の厨房」 と「パゴダ」 がある（前者は2012年から、後者は2018年に一般公開を再開。）